# Anna Margaret
Anna Margaret, de son vrai nom Anna Margaret Collins (née le 12 juin 1996 à Lecompte, Louisiane), est une chanteuse, actrice et compositrice américaine. Elle est principalement connue pour son travail sur la bande son du film Starstruck : Rencontre avec une star de Disney Channel Original Movie.

## Filmographie partielle
- 2014 : When the Game Stands Tall de Thomas Carter
- 2015 - Scream Queens : Coco (saison 1, 3 épisodes)